# АЕС Ель-Дабаа
АЕС Ель-Дабаа це перша атомна електростанція, запланована для Єгипту, і буде розташована в Ель-Дабаа, мухафаза Матрух, Єгипет, приблизно за 320 кілометрів на північний захід від Каїра. Станція матиме чотири реактори ВВЕР-1200, що зробить Єгипет єдиною країною в регіоні, яка має реактор покоління III+.

## Історія
19 листопада 2015 року Єгипет і Росія підписали первинну угоду, згідно з якою Росія побудує та профінансує першу в Єгипті атомну електростанцію.. У грудні 2017 року в присутності президента Єгипту Абдель Фаттаха ас-Сісі і президента Росії Володимира Путіна були підписані попередні контракти на будівництво чотирьох блоків ВВЕР-1200. «Росатом» побудує станцію і постачатиме російське ядерне паливо на весь життєвий цикл.
Управління атомних електростанцій (NPPA) подало заявки на отримання дозволів на будівництво блоків 1 і 2 у червні 2021 року, а заявки для блоків 3 і 4 – у грудні 2021 року. Дозвіл на блок 1 було видано Єгипетським ядерним і радіологічним регуляторним органом (ENRRA) у червні 2022 року. Перший бетон систем безпеки був залитий у липні 2022 року. У жовтні 2022 року ENRRA надала дозвіл на будівництво енергоблоку № 2, будівництво якого розпочалося 19 листопада.
У 2022 році компанія Korea Hydro & Nuclear Power уклала контракт на будівництво 82 допоміжних будівель і споруд. Doosan Enerbility було укладено субпідрядником на будівництво турбінних будівель та пов’язаних споруд приблизно за 1,2 мільярда доларів.

## Інформація про реактори
| Реактор     | Тип реактора  | Продуктивність | Продуктивність | Початок будівництва | Підключення до мережі | Введення в експлуатацію | Закриття |
| Реактор     | Тип реактора  | Нетто          | Брутто         | Початок будівництва | Підключення до мережі | Введення в експлуатацію | Закриття |
| ----------- | ------------- | -------------- | -------------- | ------------------- | --------------------- | ----------------------- | -------- |
| Ель-Дабаа-1 | ВВЕР-1200/529 | 1114 МВт       | 1200 МВт       | 20.07.2022          |                       | 2028                    |          |
| Ель-Дабаа-2 | ВВЕР-1200/529 | 1114 МВт       | 1200 МВт       | 19.11.2022          |                       |                         |          |
| Ель-Дабаа-3 | ВВЕР-1200/529 | 1114 МВт       | 1200 МВт       | 03.05.2023          |                       |                         |          |
| Ель-Дабаа-4 | ВВЕР-1200/529 | 1114 МВт       | 1200 МВт       | 23.01.2024          |                       |                         |          |